# 吉崎宏人
吉崎 宏人（よしざき ひろと、1961年5月21日 - ）は日本の劇作家・演出家、編集者。「吉崎ひろと」名義もあり。

## 来歴
福岡県京都郡生まれ。東京都世田谷区、日野市、兵庫県神戸市と転居し、高校は兵庫県立伊川谷高等学校を卒業。同級生に脚本家の薩川昭夫がいた。1981年、早稲田大学社会科学部入学。早稲田大学アナウンス研究会に所属し、同級生には歌人の俵万智がいた。卒業後、大ファンだったつかこうへいに出版社の編集者として原稿依頼に行き、その際俵を引き合わせたところ、つかから、「万智が脚本を書いて、オマエ（吉崎）が演出しろ」と言われ、「はいはい」と二つ返事で請けて演出家デビューが決まった。 1994年4月★☆北区つかこうへい劇団劇作家・演出家コースの1期生となり、1996年に退団。

## 公演

### つかこうへい事務所および★☆北区つかこうへい劇団
- 1994年1月俵万智作「ずばぬけてさびしいあのひまわりのように」演出（両国シアターχ）
- 1994年4月「改訂版　ずばぬけてさびしいあのひまわりのように」演出（両国シアターχ）
- 1994年11月「夢巻品川心中」（オマケ上演：「短編・みなしごケン太」）（両国シアターχ）。この作品以降、作・演出を手がける。
- 1996年8月、「にせサザ江さん―早苗と政夫―」（両国シアターχ）が第40回岸田国士戯曲賞最終選考作品となる。（参照：“岸田国士戯曲賞受賞作・候補作一覧”. 2018年8月1日閲覧。）

### アフリカ座
- 1997年1月、「お七物語」（オマケ上演：「短編・ラーメン屋の生涯」）（銀座小劇場）で、劇団「アフリカ座」を旗揚げ。
- 1997年8月、「渋谷爆発」（築地本願寺ブディストホール）。
- 1998年9月「夢巻品川心中'98」（北区つかこうへい劇団　吉崎ひろとの世界。VOL.1　王子小劇場（現・花まる学習会王子小劇場））
- 1998年9月「以蔵のいちばん長い日～人を斬りたくなかった男～」（北区つかこうへい劇団　吉崎ひろとの世界。VOL.2　王子小劇場）王子小劇場アワード(現佐藤佐吉賞)の最優秀作品賞、最優秀脚本賞、最優秀演出賞(吉崎ひろと)、最優秀主演男優賞(佐藤和久)、最優秀主演女優賞（生方和代）、最優秀助演賞(中山浩)、優秀助演女優賞（小川侑紗）など各賞を受賞。
- 同年12月「以蔵のいちばん長い日」群馬公演（オマケ上演：「生方和代・歌謡ショー」）（共愛学園高校ホール）をもってアフリカ座を解散。

### 吉崎ひろと社
- 2000年3月「ファウストA.D.2000」（アイピット目白）
- 2001年5月「以蔵のいちばん長い日～a hard boiled version～」（新宿シアターモリエール）。

2009年5月、中山浩が主宰するアフリカ座公演「以蔵の一番長い日」（作）にて、一部出演者に合わせた改変を行った。

### ★☆北区AKT STAGE
- 2019年12月10日～15日「以蔵のいちばん長い日」（北とぴあ・ペガサスホール）※脚本提供。演出＝大江裕斗。★☆北区AKT STAGE 2019年冬の本公演として、「熱海殺人事件」との二本立てで上演。